# Starý Maletín

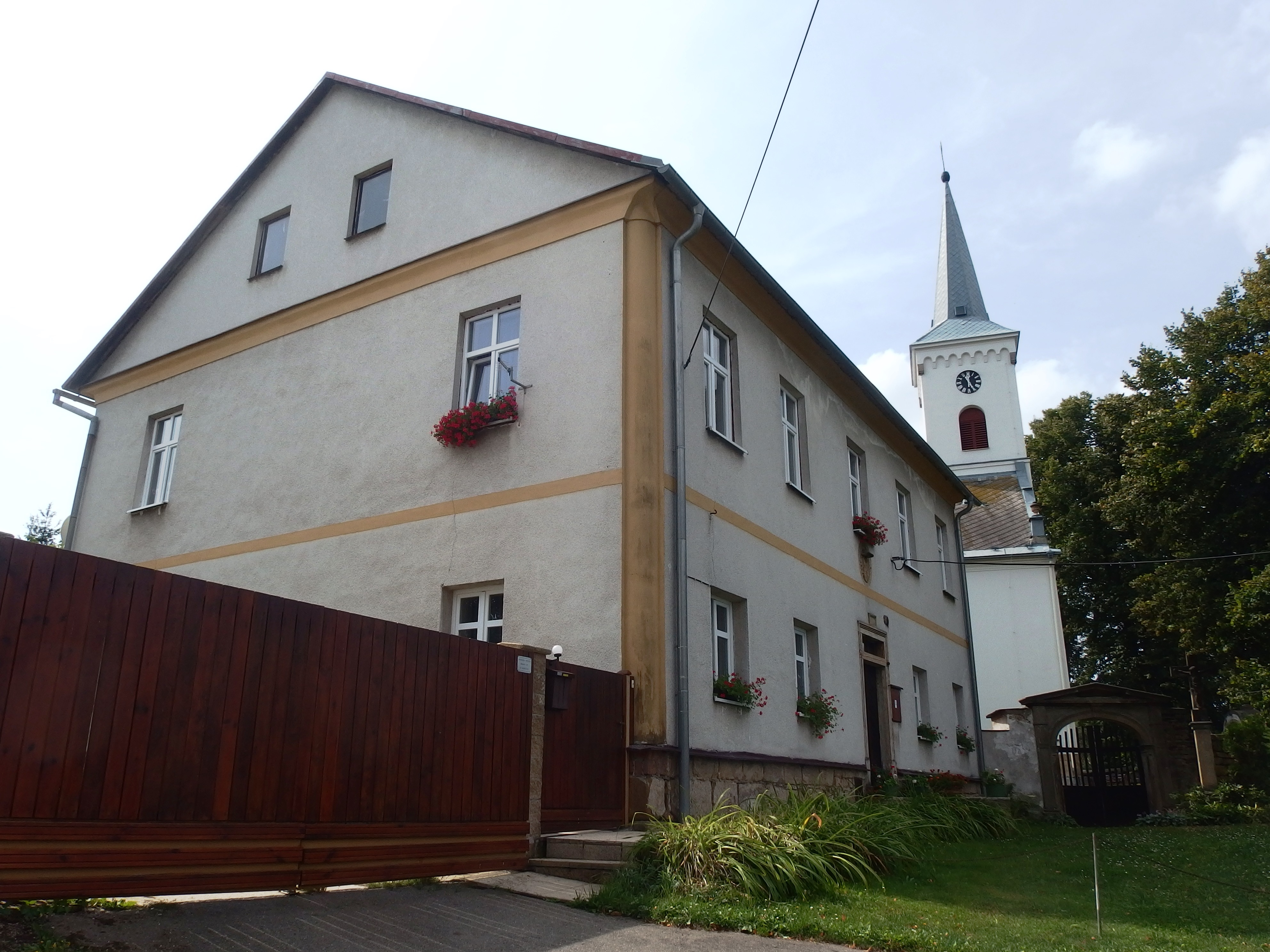
Blick zur Kirche des hl. Nikolaus in Starý Maletín

Starý Maletín (deutsch Alt Moletein) ist ein Ortsteil der Gemeinde Maletín (deutsch Moletein) im Okres Šumperk der Tschechischen Republik.

## Geographische Lage
Der Ort liegt auf einer großen Waldlichtung in den Bergen der Mirovská vrchovina (Mürauer Bergland) im Quellgebiet des Flüsschens Mírovka. Nördlich erhebt sich die Jahodnice (590 m), im Nordosten der Skalník (587 m), südlich der Kačák (565 m), im Westen die Bučina (556 m) und nordwestlich der Vysoký vrch (554 m).

## Geschichte
Die erste Erwähnung des Ortes findet sich 1317 in einer Lehensurkunde des Bistums Olmütz. Darin wird ein Wirtschaftshof erwähnt, der durch das Bistum an verschiedene umliegende Herrschaften als Lehen ausgereicht. In der Gegend befand sich zu dieser Zeit auch das Freigut Tempel, zu dem der Tempelwald mit dem Steinbruch, ein Hof und eine Feste gehörten. 
Das Dorf Maletín wurde als langgestrecktes Waldhufendorf im Tal eines Quellbaches der Mírovka angelegt. Es gehörte zum bischöflichen Lehnsbezirk Müglitz und wurde 1564 an die Burgherrschaft Mürau angeschlossen. 1583 sind erstmals eine Kirche und Pfarre in Starý Maletín nachweislich. Seit dem 16. Jahrhundert ist auch der Betrieb des Moleteiner Sandsteinbruches belegt. Während des Dreißigjährigen Krieges verödete die Gegend durch Seuchen, Plünderungen und Zerstörungen. Mit der Bildung von Neu Moletein ab 1779 wurde Moletein fortan Alt Moletein genannt.
Ab 1938/39 war Alt Moletein eine selbstständige Gemeinde und lag im Reichsgau Sudetenland, Landkreis Hohenstadt, Regierungsbezirk Troppau. Hier lebten im Jahre 1940 1012 Einwohner. Nach Ende des Zweiten Weltkrieges mussten die meisten deutschen Bewohner des Ortes diesen zwangsweise räumen und die Tschechoslowakei für immer verlassen.

## Sehenswürdigkeiten

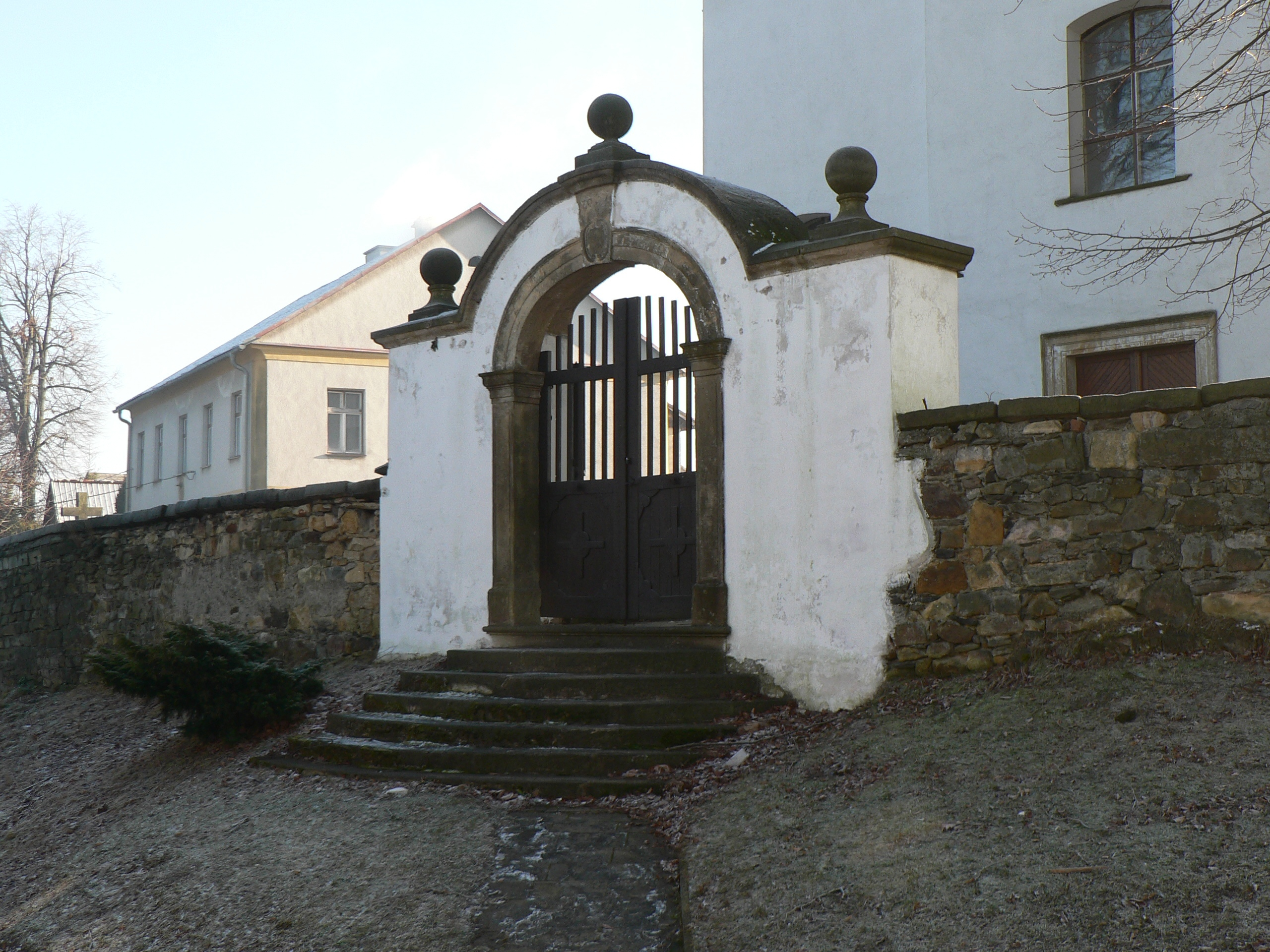
Tor zum Friedhof

- Kirche des hl. Nikolaus. Die einschiffige Kirche wurde zwischen 1804 und 1805 im Empirestil errichtet.
- Statuengruppe Kalvarie an dem Friedhof, geschaffen 1848 vom hiesigen Bildhauer L. Ch. Wanke.